# Phumosia matilei
Phumosia matilei este o specie de muște din genul Phumosia, familia Calliphoridae, descrisă de Zumpt și Argo în anul 1978. Conform Catalogue of Life specia Phumosia matilei nu are subspecii cunoscute.